# Catalebeda bimaculata
Catalebeda bimaculata är en fjärilsart som beskrevs av Embrik Strand 1913. Catalebeda bimaculata ingår i släktet Catalebeda och familjen ädelspinnare. Inga underarter finns listade i Catalogue of Life.